# Catocala uralensis
Catocala uralensis är en fjärilsart som beskrevs av Arnold Spuler 1908. Catocala uralensis ingår i släktet Catocala och familjen nattflyn. Inga underarter finns listade i Catalogue of Life.